# Castel de' Paolis

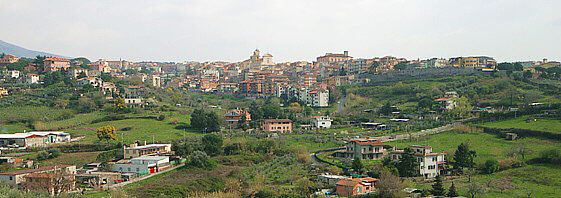
Il centro di Marino da Castel de' Paolis.

Castel de' Paolis (I Paoli in dialetto marinese) è una località abitata del comune di Grottaferrata, in provincia di Roma, nel Lazio. Situata ai confini del territorio comunale criptense presso il centro di Marino su un'altura dei Colli Albani denominata Colle Cimino, nell'area dei Castelli Romani, fu sede di un castello abbastanza importante esistente già dal X secolo.

## Storia

### Età antica
Colle Cimino fu probabilmente sede di una necropoli pre-romana, a quanto è possibile dedurre dal ritrovamento di una sepoltura preistorica avvenuto nel 1903. In età romana, una parte del colle fu sicuramente sede della villa suburbana patrizia degli Scribonii Libones: oltre ad avanzi murari della villa stessa, nel corso dei secoli furono rinvenuti diversi reperti epigrafici latini e greci (CIL XIV, 2502, CIL XIV, 2547, CIG, 1848) ed una statua di Apollo il cui ritrovamento fu descritto alla fine del Quattrocento dal Bramantino ma che oggi risulta dispersa. Nel 1879 infine vi è stato ritrovato un singolare e commovente reperto: il collare di uno schiavo fuggitivo addetto ai bagni della villa (CIL XV, 7188).
Rilevamenti archeologici compiuti nel 2009 hanno portato in luce un'imponente rete viaria e di infrastrutture idriche nella zona, da mettere in relazione sia con la villa degli Scriboni che con la sorgente dell'acqua Tepula, attestata da Frontino.
Lo storico marinese Girolamo Torquati volle individuare presso Castel de' Paolis il sito dell'antico municipium di Castrimoenium, altrimenti collocato nel territorio marinese presso il rione Castelletto al centro di Marino o presso l'attuale parco pubblico di villa Desideri, o addirittura nel luogo dell'attuale Albano Laziale. Le ragioni per collocare Castrimoenium a Castel de' Paolis sono da identificare in una serie di epigrafi latine facenti riferimento alla vita municipale (CIL XIV, 2454, CIL XIV, 2457, CIL XIV, 2459, CIL XIV, 2461, CIL XIV, 2462, CIL XIV, 2460, CIL XIV, 2471, CIL XIV, 2472), tra le quali non ultimo il grande banco marmoreo recante scritto "[CASTRI]MOENIEN[SIUM]" (CIL XIV, 2474). Inoltre, il Torquati asserisce che la direzione dell'acquedotto sotterraneo di età romana proveniente dal Caput Aquae Ferentinum è orientata appunto verso Castel de' Paolis, e che gli avanzi di murature antiche presenti nel sito giustificano l'esistenza di un centro abitato.

### Dal Medioevo al Duemila

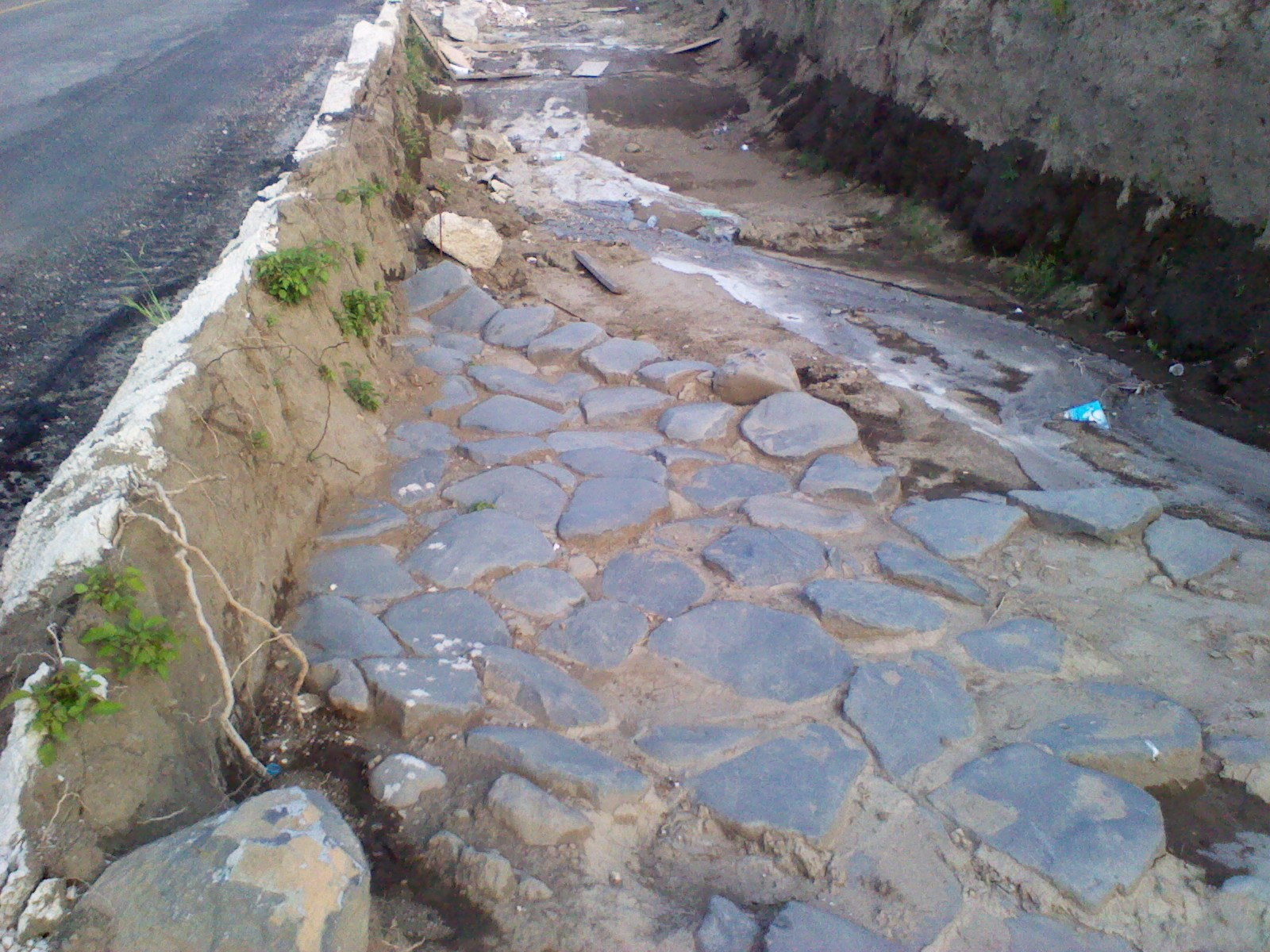
Tratto di strada romana emerso nel 2010 presso Castel de' Paolis.

Nel 1004 Gregorio I dei conti di Tuscolo donò a san Nilo da Rossano alcuni terreni situati al XII miglio della via Latina: nacque così l'abbazia di Santa Maria di Grottaferrata. Tra gli ingenti beni lentamente acquisiti dall'abbazia in tutta l'Italia centro-meridionale ci fu anche Castel de' Paolis, citato per la prima volta in una bolla pontificia di papa Benedetto IX del 1033.
L'esistenza di una chiesa dedicata a Santa Maria all'interno del castello è comprovata da una bolla di papa Pasquale II del 1116, che confermò all'abbazia criptense i suoi possedimenti: alla gestione di Castel de' Paolis fu posto un preposito, menzionato in una denuncia stesa nel 1140 dai monaci contro Tolomeo II dei conti di Tuscolo.
L'esistenza del castello, e la sua funzione di centro di produzione agricolo, oltre che di presidio del territorio, sarebbe confermata dal rinvenimento, nel 2009, a poca distanza dai ruderi di Castel de' Paolis in direzione di Marino, di sedici "silos" medioevali interrati per la conservazione di provviste.
La situazione territoriale del castello era abbastanza particolare: amministrativamente avrebbe dovuto essere incluso nel territorio di Marino, del quale rappresentava il confine come si ha da un atto notarile del 1286, ma era da tempo immemorabile appartenente all'abbazia di Grottaferrata. Il passaggio ufficiale del castello in territorio criptense venne siglato dai Colonna solo all'inizio del Seicento. Per quanto riguarda la giurisdizione ecclesiastica, come parte del territorio marinese il castello spettava alla diocesi suburbicaria di Albano: tuttavia nel Duecento i cardinali vescovi ne accordarono la giurisdizione all'abbazia territoriale di Santa Maria di Grottaferrata, il che spiega come oggi la località sia soggetta alla diocesi suburbicaria di Frascati.
Già nel Quattrocento il castello era avviato alla rovina: se nella "Platea Bessarionis", il catasto delle proprietà dell'abbazia criptense ordinato dall'abate commendatario cardinale Basilio Bessarione nella seconda metà del Quattrocento si parla di un "territorium lo vazoletto de S. Maria de Pauli" e di un "tenimentum Castri Pauli", in una controversia del 1603 il castello viene definito "Castrum Pauli diruto".